# SN 2010V
SN 2010V – supernowa typu Ia odkryta 4 lutego 2010 roku w galaktyce PGC0051710. W momencie odkrycia miała maksymalną jasność 14,30m.